# Fanfareorkest Melodia
Melodia is een fanfareorkest uit Luttelgeest, in de gemeente Noordoostpolder, dat opgericht werd in 1958.

## Geschiedenis
Melodia is opgericht als christelijke muziekvereniging in de verzuilde samenleving van de jaren vijftig, en is later overgegaan in een algemene vereniging. In de beginjaren was Melodia een marcherende fanfare. Op den duur is er echter voor gekozen om alleen nog als concerterende fanfare op te treden. 
Lange tijd werd de opleiding van nieuwe leden verzorgd door de dirigent. De opleiding is later door het Muzisch Centrum overgenomen. Vanuit de jeugd werd een jeugdkorps gevormd. Om het jeugdkorps van nieuwe leden te blijven voorzien combineerde Melodia zijn jeugdkorps met dat van Brassband Flevo Brass uit Emmeloord. In die periode kreeg het jeugdorkest zijn huidige naam: B.V. Toetie. Na jaren van samenwerking trok Flevo Brass zich echter terug uit het jeugdorkest dat nu weer volledig uit Melodialeden bestaat.

## Huidige activiteiten
Melodia verzorgt jaarlijks meerdere concerten in Luttelgeest. Vaste optredens zijn o.a. het voorjaarsconcert, het koffieconcert in het najaar en het optreden op Koninginnedag. Naast de vaste optredens gaat het orkest ongeveer een keer per twee jaar op concours. Het orkest verzorgt ook vaak muzikale begeleiding bij speciale activiteiten in het dorp. Het jeugdorkest treedt bij een groot deel van de activiteiten ook op. 